# هریسون ای. ویلیامز
هریسون ای. ویلیامز (به انگلیسی: Harrison A. Williams) سناتور سابق عضو حزب دموکرات ایالات متحده آمریکا بود. وی در سال ۱۹۵۹ تا ۱۹۸۲ میلادی سناتور ایالت میزوری در سنای ایالات متحده آمریکا بود.